# Cal Talaveró
Cal Talaveró és una galeria i museu d'art contemporani de Verdú (Urgell), situada a quatre quilòmetres de la ciutat de Tàrrega. Està ubicat en una casa del segle xvii construïda adossada a la muralla de la vila, inclosa a l'Inventari del Patrimoni Arquitectònic de Catalunya.
El nom, Talaveró, correspon a la família que va construir la casa a Verdú, una antiga col·lectoria del Monestir de Poblet. Els Talaveró probablement tenien gran influencia a Poblet, ja que els van deixar obrir finestres i balcons a la muralla, essent l'única casa de la vila que gaudeix d'aquest privilegi. La part noble de l'habitatge és d'estil neoclàssic, amb una bella escalinata il·luminada per un cimbori amb forma d'hexàgon. La planta baixa era usada amb finalitats ramaderes i agrícoles. El graner i l'estable acullen en l'actualitat les sales d'exposicions temporals.

## Museu
Art-Visió, al museu, és una col·lecció d'obra gràfica original (gravat, litografia o serigrafia) en la qual diferents artistes presenten llur visió d'una població, fet històric, tradició o esdeveniment. Dona a conèixer l'obra gràfica original, promociona l'art i fomenta el col·leccionisme.
L'any 2004 va ser una de les 11 galeries d'Art Catalunya que participà en l'exposició Catalunya amb el Fòrum, al Fòrum Universal de les Cultures. En la seva història la galeria ha acollit exposicions d'artistes com Subirachs, Rembrandt, Natxo Arteta, Núria Guinovart, Yolanda Martín i Juan Manuel Mendiguchía.

## Edifici
Casa que es troba al final del c/ de la Font en una cantonada sense sortida. La seva façana s'estructura en tres pisos d'alçada i en la planta baixa s'observa clarament que ha patit algunes reformes. A la planta baixa hi ha dues portes de perfil rectangular coronades per llindes de pedra llises també de perfil rectangular. Una d'aquestes portes és de factura recent. A l'angle que uneix la casa amb la contigua, hi ha una petita escala exterior que dona accés a una porta lateral. En el primer pis s'obren dues finestres rectangulars coronades per llindes de pedra llises rectangulars però decorades amb uns senzills arcs conopials en la seva part baixa. Finalment en el pis superior s'hi ha obert dues finestres senzilles cobertes per llindes i rectangulars de pedra. Cal Talaveró és una de les cases més antigues de la població de Verdú, però ha canviat força la seva fesomia interna per adaptar-se a la seva funcionalitat de sala d'exposicions d'art. Antigament aquesta casa era coneguda pel nom de Cal Perico. En el subterrani hi ha un rebost amb quatre cups de pedra per guardar oli i un ampli celler amb tres grans bótes de vi. Al primer pis hi ha una gran sala, on destaquen les bigues i motllures del sostre. Les llindes de les finestres i portes porten signes característics del 1600, i en una d'elles hi consta la data de 1703.